# Алекс Рей
Алекс Рей (англ. Alex Rae, нар. 30 вересня 1969, Глазго) — шотландський футболіст, що грав на позиції півзахисника. По завершенні ігрової кар'єри — тренер.

## Ігрова кар'єра
Вихованець академії «Рейнджерса», але тренер головної команди Грем Сунес не схотів включати гравця до основи своєї команди. Тому у дорослому футболі Рей дебютував 1987 року виступами за команду «Фолкерк», в якій провів три сезони, взявши участь у 83 матчах чемпіонату. Більшість часу, проведеного у складі «Фолкерка», був основним гравцем команди.
В 1990 році за 100 000 фунтів стерлінгів Рей перейшов в англійський «Міллволл». Дебютував за команду 25 серпня 1990 року в матчі Другого дивізіону і грав за клуб протягом шести років, після чого 1996 року за 1 млн фунтів перейшов у прем'єрліговий «Сандерленд». Відіграв за «чорних котів» наступні п'ять сезонів своєї ігрової кар'єри, три з яких у вищому дивізіоні.
У вересні 2001 року за 1,2 мільйона фунтів перейшов у «Вулвергемптон Вондерерз» з другого за рівнем дивізіону. У першому сезоні Рей вдало себе проявив і був визнаний найкращим гравцем команди за версією вболівальників, а у другому сезоні, створивши дует у центрі півзахисту із досвідченим Полом Інсом, допоміг команді повернутись до Прем'єр-ліги. Там у третьому дивізіоні Алекс теж був лідером команди і з 8 голами став найкращим бомбардиром команди, але не зумів її врятувати від вильоту.
В результаті у травні 2004 року Рей повернувся у рідний «Рейнджерс», з яким у першому ж сезоні виборов титул чемпіона Шотландії, а також став володарем Кубка шотландської ліги, втім у другому сезоні Рей втратив місце в основі і змушений був покинути команду. А завершував професійну ігрову кар'єру у нижчоліговому клубі «Данді», де був граючим тренером протягом 2006—2008 років.

## Кар'єра тренера
24 травня 2006 року став граючим тренером «Данді». З командою у першому сезоні зайняв третє, а в другому — друге місце у Першому дивізіоні шотландської футбольної ліги, але оскільки до вищого дивізіону виходила лише одна команда, то підвищитись у класі клубу так і не вдалось. Перед сезоном 2008/09 Рей відмовився від виступів за клуб, залишившись лише головним тренером, але був звільнений 20 жовтня 2008 року, коли команда була на восьмому місці в лізі. Після цього Рей вирушив до Швеції для отримання Ліцензії Про УЄФА, яка дозволяє тренувати клуби вищого дивізіону.
В подальшому входив до тренерського штабу свого колишнього партнера Пола Інса у англійських клубах «Мілтон-Кінс Донс», «Ноттс Каунті» та «Блекпул», а потім у 2014—2015 роках був помічником свого співвітчизника Алекса Макліша у бельгійському «Генку».
18 грудня 2015 року очолив «Сент-Міррен», з яким зайняв 6-те місце у Чемпіоншипі сезону 2015/16, але 18 вересня 2016 року на початку наступного сезону був звільнений через невдалі результати.

## Титули і досягнення
- Чемпіон Шотландії (1):

«Рейнджерс»: 2004–05
- Володар Кубка шотландської ліги (1):

«Рейнджерс»: 2004–05